# Strip It Down
«Strip It Down» — песня американского кантри-певца Люка Брайана, вышедшая в качестве 2-го сингла с его пятого студийного альбома Kill the Lights (2015). Авторами песни выступили Luke Bryan, Jon Nite, Росс Копперман.

## История
Песня получила разнонаправленные отзывы музыкальной критики и интернет-изданий, например, Country Universe, Taste of Country.
Сингл дебютировал на позиции № 19 в чарте Hot Country Songs и на № 81 в хит-параде Billboard Hot 100, а также на позиции № 5 в Country Digital Songs, с тиражом 44,000 копий. К февралю 2016 года тираж достиг 779,000 копий в США.

## Чарты и сертификации

### Еженедельные чарты
| Чарт (2015-16)                      | Высшая позиция |
| ----------------------------------- | -------------- |
| Канада (Billboard Canadian Hot 100) | 48             |
| Канада (Billboard Country)          | 1              |
| США (Billboard Hot 100)             | 30             |
| США (Billboard Hot Country Songs)   | 1              |
| США (Billboard Country Airplay)     | 1              |

### Итоговые годовые чарты
| Чарт (2015)                      | Позиция |
| -------------------------------- | ------- |
| US Country Airplay (Billboard)   | 51      |
| US Hot Country Songs (Billboard) | 12      |